# Vallmoll
Vallmoll là một đô thị trong ‘‘comarca’’ Alt Camp, Tarragona, Catalonia, Tây Ban Nha.

## Biến động dân số
| 1900  | 1930  | 1960 | 1990  | 2006  |
| ----- | ----- | ---- | ----- | ----- |
| 1.421 | 1.071 | 871  | 1.068 | 1.469 |

- Biến động dân số từ năm 1717 đến năm 2006

1717-1981: población de hecho; 1990-: población de derecho